# Cahul járás
Cahul járás (oroszul: Кагульский район, ukránul: Кагульський район) közigazgatási egység Moldovában. Közigazgatási központja Cahul város.

## Fekvése
Az ország délnyugati részén, a Prut folyó alsó szakaszának síkságán helyezkedik el. Északról Cantemir járás, nyugatról a Prut folyó mentén a romániai Galați és Vaslui megyék, keletről Gagauzia és Taraclia járás délről pedig az ukrajnai Odesszai terület és ugyancsak Gagauzia határolja.
Domborzata fokozatosan lejt északról déli irányban. A járás északi részén található a Tigheciu dombság, középső és déli területeit pedig a Cahul síksága alkotja, melyet keleten a Cahul, Salcia és Ialpug folyók medencéi szakítanak meg. Éghajlatát tekintve az ország legmelegebb járásának számít, átlagosan 2-3 fokkal magasabb hőmérsékleteket mérnek itt, mint Moldova más részein, gyakori csapadék nélküli periódusokkal.

## Lakosság
| Nemzetiségek        | 2004   | 2004   |
| ------------------- | ------ | ------ |
| Moldávok            | 91001  | 76,32% |
| Ukránok             | 7842   | 6,58%  |
| Oroszok             | 7702   | 6,46%  |
| Bolgárok            | 5816   | 4,88%  |
| Gagauzok            | 3665   | 3,07%  |
| Románok             | 2095   | 1,76%  |
| Romák               | 237    | 0,20%  |
| Egyéb nemzetiségűek | 873    | 0,72%  |
| Összesen            | 119231 | 100,0% |

## Közigazgatási beosztás
Cahul járás 1 városból, 37 községből és 18 faluból áll.
Városok
- Cahul

Községek
- Alexandru Ioan Cuza, Alexanderfeld, Andrușul de Jos, Andrușul de Sus, Badicul Moldovenesc, Baurci-Moldoveni, Borceag, Bucuria, Burlacu, Burlăceni, Brînza, Chioselia Mare, Cîșlița-Prut, Colibași, Crihana Veche, Cucoara, Doina, Găvănoasa, Giurgiulești, Huluboaia, Iujnoe, Larga Nouă, Lebedenco, Lopățica, Lucești, Manta, Moscovei, Pelinei, Roșu, Slobozia Mare, Taraclia de Salcie, Tartaul de Salcie, Tătărești, Vadul lui Isac, Văleni, Zîrnești.

Falvak
- Chircani, Cotihana, Frumușica, Greceni, Hutulu, Iasnaia Poleana, Larga Veche, Nicolaevca, Paicu, Pașcani, Rumeanțev, Sătuc, Spicoasa, Tretești, Trifeștii Noi, Tudorești, Ursoaia, Vladimirovca.

## Külső hivatkozások
- Népszámlálási adatok Archiválva 2016. június 11-i dátummal a Wayback Machine-ben
- A járás hivatalos honlapja

1. ↑  2014 Moldovan census, 2017